# NGC 5437
NGC 5437 is een spiraalvormig sterrenstelsel in het sterrenbeeld Ossenhoeder. Het hemelobject werd op 28 juni 1883 ontdekt door de Duitse astronoom Ernst Wilhelm Leberecht Tempel.

## Synoniemen
- IC 4365
- MCG 2-36-28
- ZWG 74.74
- PGC 50113